# Quadro (redes)
Um quadro é uma unidade de transmissão digital de dados em engenharia de redes e telecomunicações. Em sistemas de comutação de pacotes, um quadro é um contêiner simples para um único pacote de rede. Em outros sistemas de telecomunicações, um quadro é uma estrutura repetitiva que suporta a multiplexação por divisão de tempo.
Um quadro normalmente inclui recursos de sincronização de quadro que consistem em uma sequência de bits ou símbolos que indicam ao receptor o início e o fim dos dados de carga útil dentro do fluxo de símbolos ou bits que recebe. Se um receptor estiver conectado ao sistema durante a transmissão de quadros, ele ignorará os dados até detectar uma nova sequência de sincronização de quadros.

## Comutação de pacotes
No modelo de interconexão de sistemas abertos (OSI) de rede de computadores, um quadro é a unidade de dados de protocolo na camada de enlace. Os quadros são o resultado da camada final de encapsulamento antes que os dados sejam transmitidos pela camada física. Um quadro é "a unidade de transmissão em um protocolo da camada de enlace e consiste em um cabeçalho da camada de enlace seguido por um pacote". Cada quadro é separado do próximo por um intervalo entre quadros. Um quadro é uma série de bits geralmente composta de bits de sincronização de quadro, a carga útil do pacote e uma sequência de verificação de quadro. Os exemplos são quadros Ethernet, quadros de protocolo ponto a ponto (PPP), quadros de canal de fibra e quadros de modem V.42.
Frequentemente, quadros de vários tamanhos diferentes são aninhados uns dentro dos outros. Por exemplo, ao usar o protocolo ponto a ponto (PPP) em comunicação serial assíncrona, os oito bits de cada byte individual são enquadrados por bits de início e fim, os bytes de dados de carga útil em um pacote de rede são enquadrados pelo cabeçalho e rodapé, e vários pacotes podem ser enquadrados com octetos de limite de quadro.

## Multiplexar por divisão de tempo
Em telecomunicações, especificamente em variantes de multiplexar por divisão de tempo (TDM) e acesso múltiplo por divisão de tempo (TDMA), um quadro é um bloco de dados repetido ciclicamente que consiste em um número fixo de intervalos de tempo, um para cada canal lógico de multiplexar por divisão de tempo (TDM) ou transmissor de acesso múltiplo por divisão de tempo (TDMA). Nesse contexto, um quadro é normalmente uma entidade na camada física. Os exemplos de aplicação de multiplexar por divisão de tempo (TDM) são a rede óptica síncrona (SONET )/hierarquia digital síncrona (SDH) e o canal B comutado por circuito de rede digital de serviços integrados (ISDN), enquanto exemplos de acesso múltiplo por divisão de tempo (TDMA) são dados comutados por circuito (CSD) usados nos primeiros serviços de voz de celular. O quadro também é uma entidade para duplex de divisão de tempo, onde o terminal móvel pode transmitir durante alguns intervalos de tempo e receber durante outros.